# Biskopsgården
Biskopsgården é um bairro da cidade sueca de Gotemburgo, situado na ilha de Hisingen. 

É um subúrbio moderno com ligações rápidas ao centro da cidade.
Tem uma população de cerca de 30 000 pessoas (2019), composta por suecos e muitos habitantes originários de outros países.

Fazia anteriormente parte da freguesia administrativa de Västra Hisingen, juntamente com Torslanda.

Na Idade Média, Biskopsgården ficava na zona fronteiriça entre a Suécia e Noruega.

Vista panorâmica de Biskopsgården